# Ольшево-Борки (гмина)
Ольшево-Борки (пол. Olszewo-Borki) — сельская гмина (волость) в Польше, входит как административная единица в Остроленкский повет, Мазовецкое воеводство. Население — 9273 человека (на 2004 год).

## Демография
| Перепись                       | Всего   | Всего | Женщины | Женщины | Мужчины | Мужчины |
| ------------------------------ | ------- | ----- | ------- | ------- | ------- | ------- |
| Единицы                        | человек | %     | человек | %       | человек | %       |
| Население                      | 9273    | 100   | 4545    | 49      | 4728    | 51      |
| Плотность населения (чел./км²) | 47,4    | 47,4  | 23,2    | 23,2    | 24,2    | 24,2    |

## Поселения
1. Антоне
2. Бялобжег-Ближши
3. Бялобжег-Дальши
4. Хойники
5. Доброленка
6. Дренжево
7. Дзялынь
8. Грабник
9. Грабово
10. Грабувек
11. Кордово
12. Круки
13. Лазы
14. Мостово
15. Мостувек
16. Наклы
17. Нова-Весь
18. Ножево
19. Ольшево-Борки
20. Пшистань
21. Ратае
22. Ржанец
23. Степна-Михалки
24. Степна-Стара
25. Вышель
26. Забеле-Пилики
27. Забеле-Вельке
28. Забродзе
29. Жебры-Худек
30. Жебры-Островы
31. Жебры-Перосы
32. Жебры-Славки
33. Жебры-Стара-Весь
34. Жебры-Вежхляс
35. Жебры-Жабин
36. Жерань-Дужы
37. Жерань-Малы

## Соседние гмины
1. Гмина Бараново
2. Гмина Красносельц
3. Гмина Лелис
4. Гмина Млынаже
5. Остроленка
6. Гмина Жекунь
7. Гмина Сыпнево